# Mスポーツ

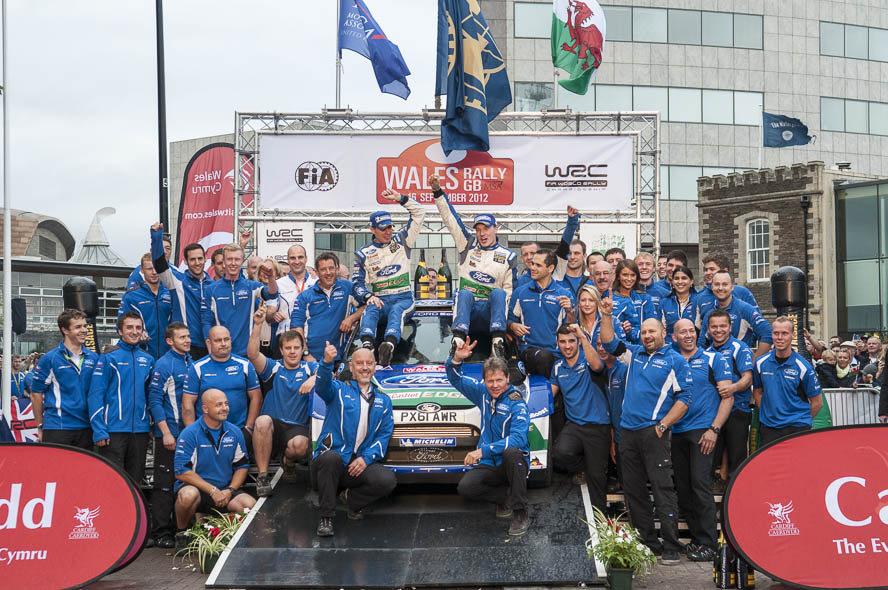
2012年WRCラリーGB

Mスポーツ (M-Sport) は、イギリスのカンブリアコッカーマスに拠点を置くモータースポーツ関連企業。競技用車両の製造・販売・整備、ラリーチームの運営などを行う。世界ラリー選手権 (WRC) にはマニュファクチャラー（製造者）チームとして参戦している。代表はリチャード・ミルナー。

## 沿革

### WRC

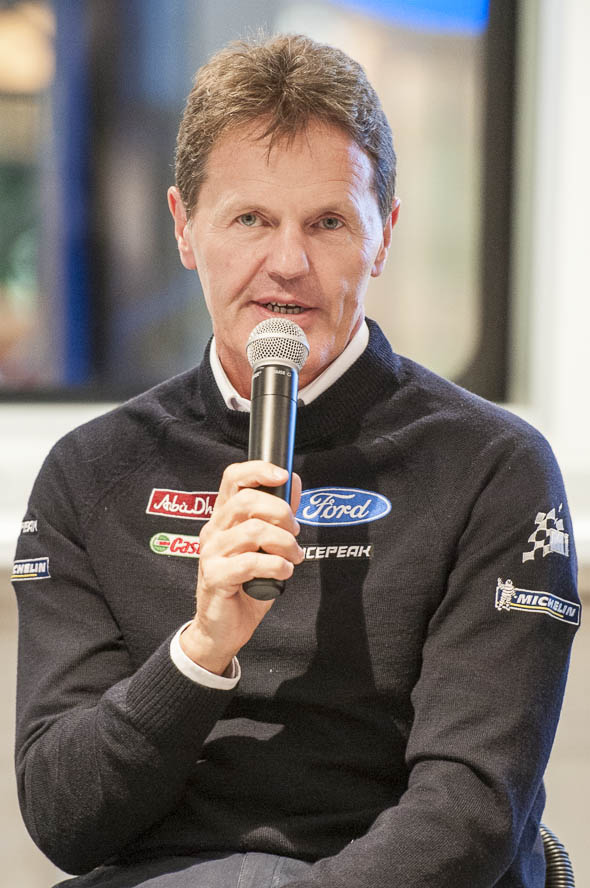
マルコム・ウィルソン（2011年）

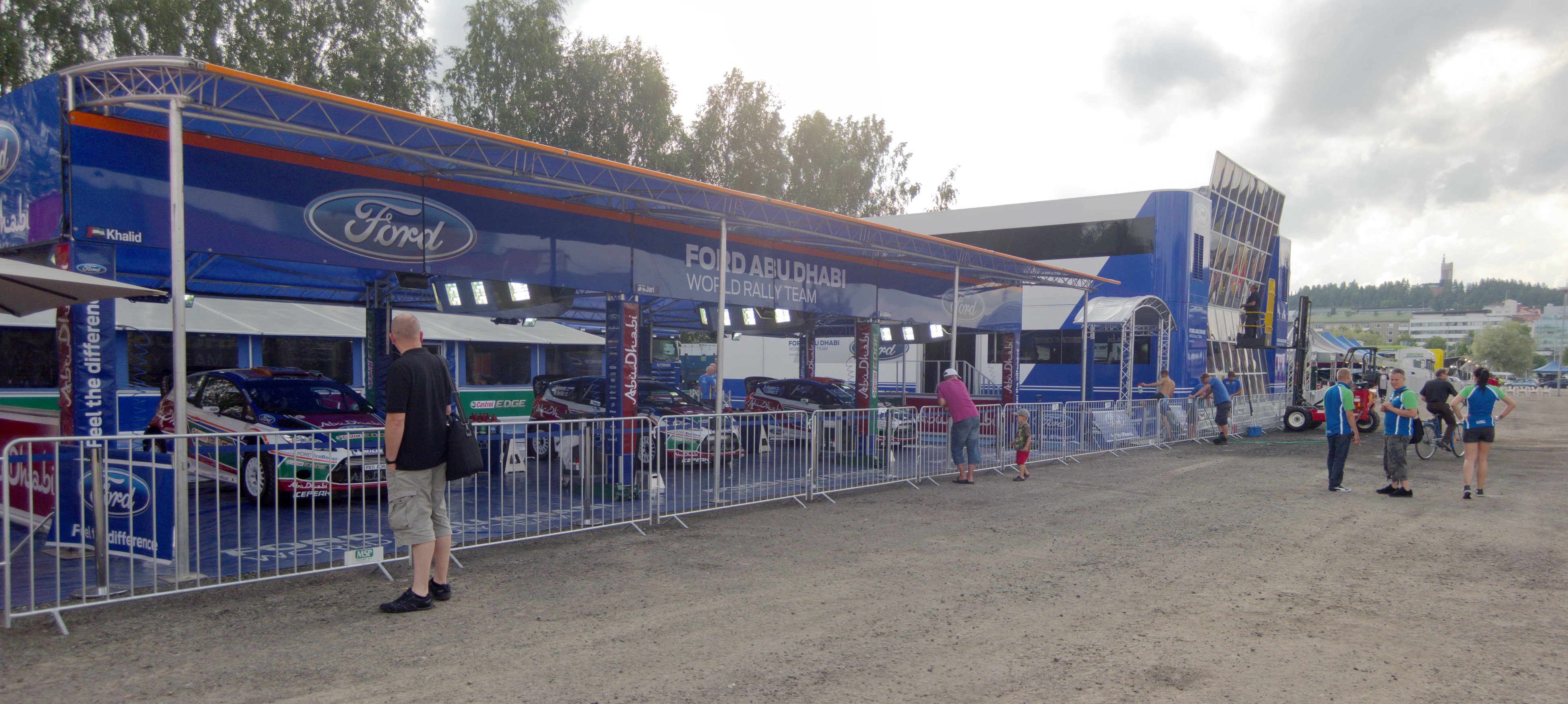
フォードのサービスパーク

1979年、ラリードライバーのマルコム・ウィルソンがマルコム・ウィルソン・モータースポーツ (Malcolm Wilson Motorsport,MWM) を設立。個人のガレージチームに始まり、やがて他国の選手権出場者のサポートも請け負うようになる。ウィルソンはフォードとの関わりが深く、開発ドライバーを務めたり、1994年にはエスコートRSコスワースに乗ってイギリスラリー選手権 (British Rally Championship) を制覇している。
イギリス・フォードはエセックスボアハム (Boreham) にモータースポーツ部門の拠点を置いていたが、1996年末に体制を見直し、WRCのワークス活動をウィルソンのチームに委託することを決めた。
1997年、MWM改めMスポーツは暫定的なワールドラリーカー（WRカー）エスコートWRCを投入し、カルロス・サインツとユハ・カンクネンが2度のワンツーフィニッシュを飾る。1999年にはコリン・マクレーが加入し、新車フォーカスWRCをデビューさせる。2000年にはウィルソンの地元コッカーマス近郊にあるカントリーハウス「ドベンバイホール  (Dovenby Hall) 」の敷地に大型ファクトリーが開設される。2000年から2002年にかけてサインツ・マクレーのコンビで計9勝を挙げるも、マニュファクチャラーズ選手権では王者プジョーの牙城は崩せなかった。この間、ペター・ソルベルグ、フランソワ・デルクールらがサードドライバーとして参戦した。
2003年はスバルから移籍したデザイナー、クリスチャン・ロリオーが手がけたフォーカスWRC 03を投入。ドライバーも若手主体に切り替え、マルコ・マルティンが新エースに台頭。フランソワ・デュバルと共に2004年まで所属した。しかし、この頃から資金的な問題によりチームとしての参戦が不安定になり、マルティン、デュバルともに他チームへの放出を余儀なくされた。2005年はトニ・ガルデマイスターとロマン・クレスタの布陣となる。
2006年はマーカス・グロンホルムとミッコ・ヒルボネンを擁し、フォードにとっては1979年以来2度目のマニュファクチャラーズタイトルを獲得。翌2007年もタイトルを連覇する。また、2006年よりマニュファクチャラー2規定が導入されると、ストバート (Stobart Group) の支援を受けるセカンドチーム（ストバート・フォード）を設立し、ヘニング・ソルベルグやマルコムの息子マシュー・ウィルソンが所属する。さらに、2007年からアルゼンチンのミュンヒス・フォード (Munchi's Ford) の運営も引き受ける。
グロンホルムの引退後、ヤリ＝マティ・ラトバラがストバートからワークスチームへ昇格し、ヒルボネンとのコンビで4年間戦うが、セバスチャン・ローブ擁するシトロエンの強さは揺るがず。2011年は三代目のWRカーフィエスタRS WRCがデビューする。この頃フォードが負担していた活動資金は全体の25％程度で、大部分はフォードのラリーカー事業で稼いでいたMスポーツの持ち出しであったと言われている。
2012年はストバートやミュンヒスの撤退に続き、本体のフォード・ヨーロッパもこの年限りでワークス活動を終了すると表明。2013年以降はフォードからベース車両の提供と技術面の支援を受けながら、独立採算チームとしてWRC参戦を継続することになった。この年より「フォード」の名称を用いず、Mスポーツ名義でマニュファクチャラーチーム登録される。2014年以降はメインスポンサーなしでの参戦が続き、車両の開発・ドライバー起用において資金力に勝るワークス相手に苦戦が続く。2016年はフルシーズン参戦を確約できるだけの資金調達が難航し、開幕戦直前までマニュファクチャラー登録が遅れた。
2017年は前年末にWRC撤退を表明したフォルクスワーゲンから4年連続王者セバスチャン・オジェを引き入れることに成功。オジェは開幕戦モンテカルロで優勝し、チームにとって2012年以来5年ぶりの勝利を記録した。開発に投じる予算は限られているものの、新マシンは信頼性・安定性・速さ全てに優れており、オット・タナク、エルフィン・エバンスの二人にも初優勝をもたらした。そして地元のラリーGBにおいてオジェのドライバーズタイトル5連覇とチームのマニュファクチャラーズタイトル獲得が決定。マニュファクチャラーズ制覇はフォードワークス時代の2007年以来となるが、メーカーの直接支援を受けないプライベーターとしてはWRC史上初めての快挙であった。
この活躍により2018年はフォードが資金面でも援助に乗り出し、Mスポーツ・フォードとして活動。しかしエバンスを支えたDMACKの撤退（これに関係し、マルコム・ウィルソンがチーム代表を退いた）やタナクの離脱もあり、Mスポーツはオジェにリソースを全投入。序盤を首位で快走したオジェは中盤に3位まで後退するも、最終的には逆転しドライバーズタイトルを連覇した。しかしオジェ、エバンスと相次いで離脱してしまったため、2020年はエサペッカ・ラッピ、テーム・スニネンら若手ドライバーを起用した。
2021年のラインナップはテーム・スニネン、ガス・グリーンスミス、アドリアン・フルモー。名実ともにMスポーツの伝統と自負する「若手育成」を打ち出した編成となっている。
2022年はフル参戦を求めていたクレイグ・ブリーンが電撃加入。加えてセバスチャン・ローブもスポット参戦。マシンはハイブリッドカーで鋼管フレームを採用できる新規定「ラリー1」となり、ベース車両をフォード・プーマへと切り替えた。初戦のラリー・モンテカルロでローブが優勝し、2017年に引き続き、新規定のデビュー戦を勝利した。また長らく3番手に甘んじていた同チームとしても、2018年以来実に4年ぶりの勝利となった。
2023年は離脱後王者となったタナクがチームに復帰し、第2戦スウェーデンで早くも優勝を挙げた。

### GTレース

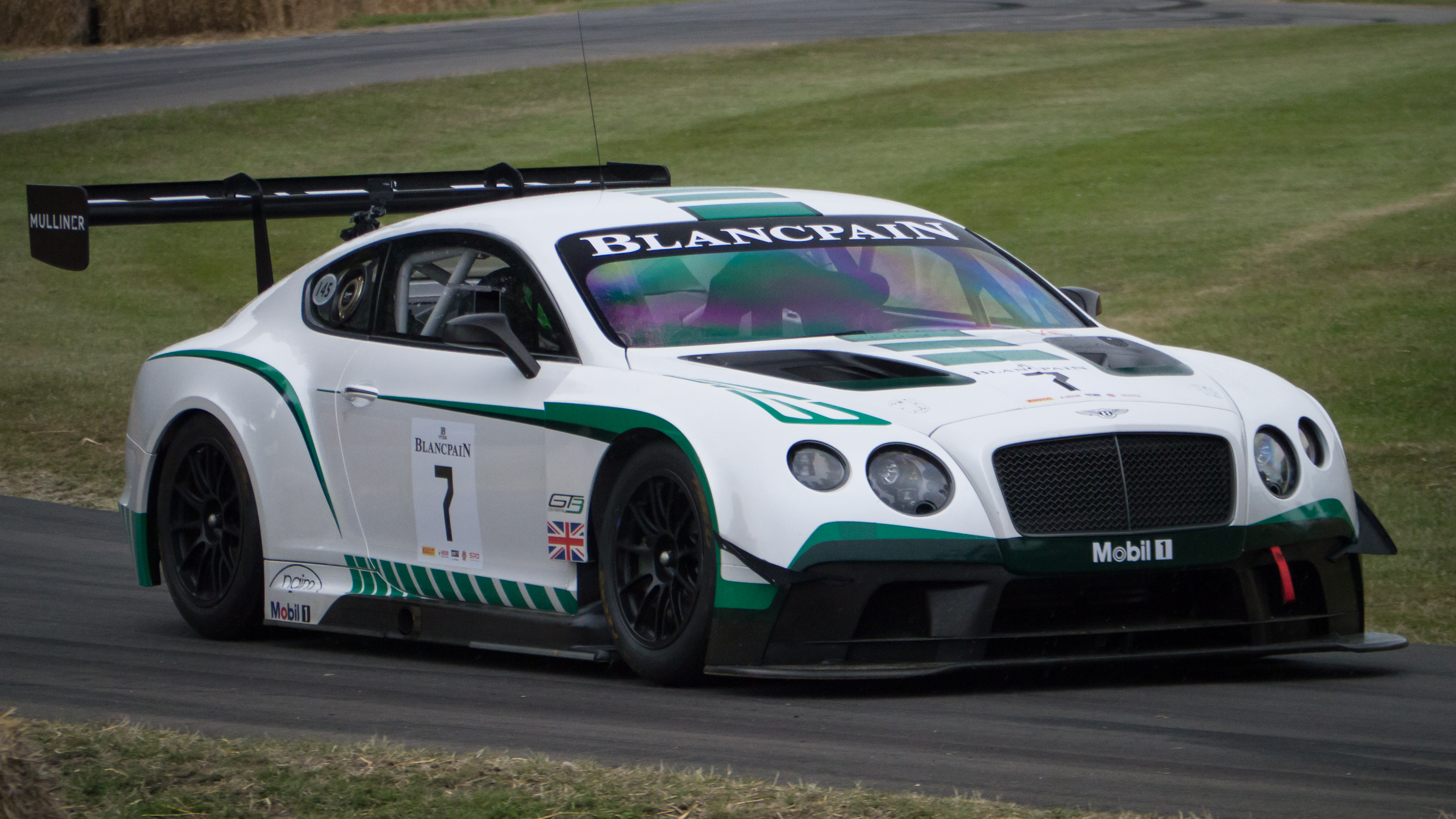
ベントレー・コンチネンタルGT3

ベントレーとグループGT3規格のコンチネンタルGT3を共同開発。2014年よりブランパンGTシリーズに「ベントレー・チーム・Mスポーツ」として参戦している。このマシンは2017年より日本のSUPER GTのGT300クラスにも登場した。またベントレー・チーム・Mスポーツは、IGTC（インターコンチネンタルGTチャレンジ）でも活動し、2018年初開催の鈴鹿10時間耐久レースにも参戦した。
2020年6月にコロナ禍でワークス活動を休止。さらにベントレーの電動化戦略方針に伴い、同年のIGTC最終戦を持って7年間のワークス活動に幕を下ろした。
2024年デビュー予定のフォード・マスタングのGT3規定車両は、Ｍスポーツがチューニングを担当したV8エンジンを搭載している。

### ラリーレイド
2022年、南アフリカのオフロードレースで長きに渡りフォード勢として活動していたNVM（ニール・ウーリッジ・モータースポーツ）との提携により、グループT1+規定のフォード・レンジャーを開発し、ダカール・ラリーへの参戦を目指すこととなった。テストドライバーは二輪・四輪双方で王者となった経験を持つナニ・ロマが務める。

### ラリークロス
MスポーツはWRカーをベースにラリークロス用に改装したフィエスタST RXを開発し、2013年よりグローバル・ラリークロス (Global Rallycross) や世界ラリークロス選手権 (WorldRX) に参戦していた。
2016年は人気レーサーのケン・ブロック擁するフーニガン・レーシング・ディヴィジョンとフォード・パフォーマンス、Mスポーツが共同企画でフォーカスRS RXを開発。ブロックのチームメイト、アンドレアス・バックラッドがWorldRXシリーズランキング3位を獲得した。
しかし両カテゴリともタイトル獲得までは叶わず、GRCはカテゴリが消滅、World RXもカテゴリの将来が不透明であるとしてフォードの意向により2017年末で撤退となった。

## ビジネス

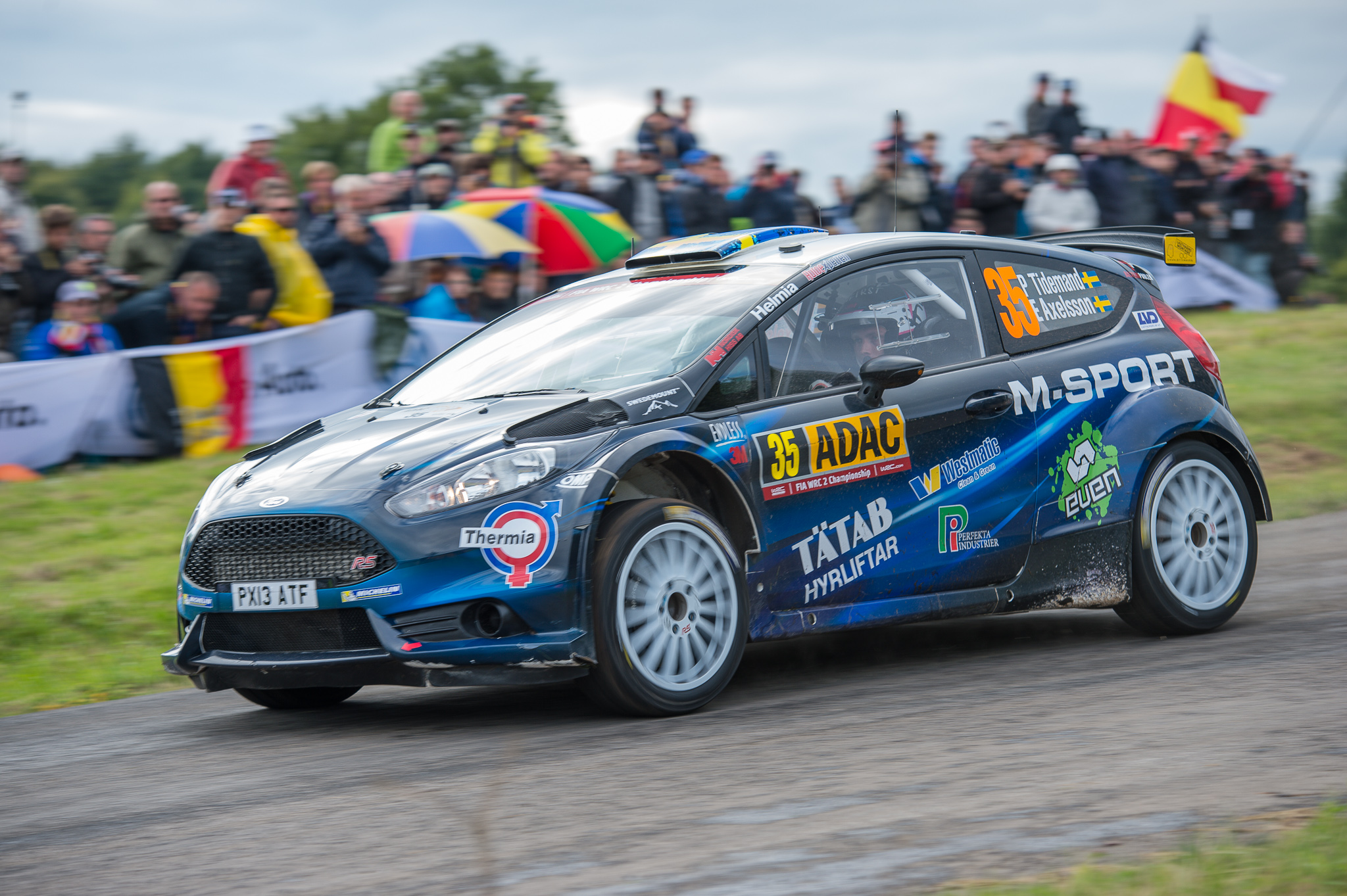
フォード・フィエスタR5

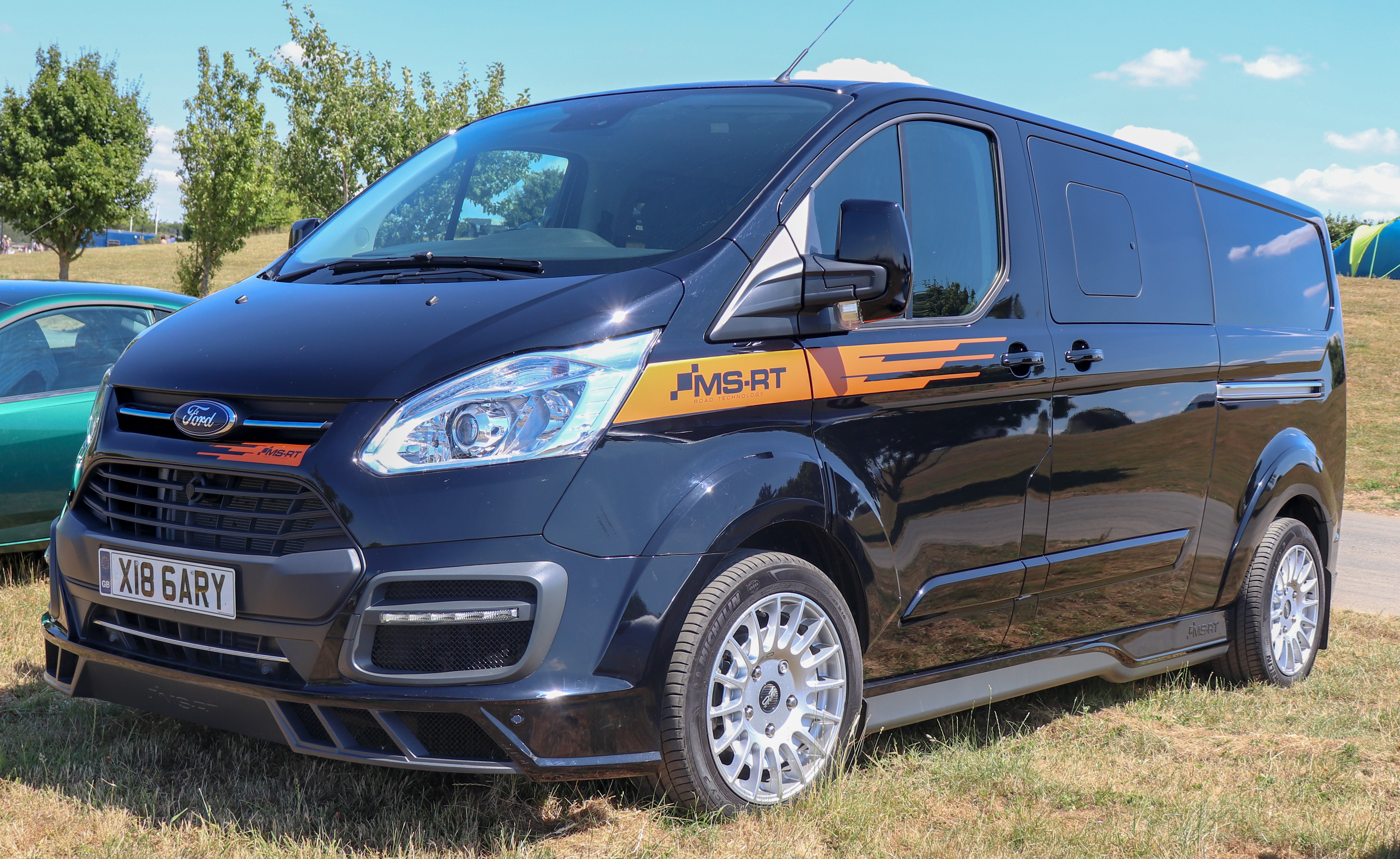
MS-RT仕様のフォード・トランジット

Mスポーツの企業経営を支える基盤として、プライベーター向けのラリーカー販売や、メンテナンスサポート、アフターパーツの供給といったカスタマービジネスがある。特にフォード・フィエスタに関しては、入門クラスのグループR1からR2・R5・S2000・RRC（リージョナル・ラリーカー）・WRC（ワールドラリーカー）までラインナップを揃えている。2022年のラリーピラミッド（グループRally）の完成以後は、Mスポーツによってフォードはラリー1〜ラリー5まで全てを扱う唯一のメーカーとなった。
2013年からデリバリーを始めたフィエスタR5は世界各地の選手権で活躍し、製作台数が200台に達するヒットモデルとなっている。これらの取扱いはポーランドのクラクフに設立したMスポーツ・ポーランドを拠点に行われている。
若手育成クラスであるJWRC（ジュニア世界ラリー選手権）のプロモーターにも就任しており、Mスポーツが開発・販売するフィエスタR2（現Rally4）がワンメイクマシンとして採用されている。またJWRCの成績優秀者に与えられるWRC2への参戦権についても、MスポーツがオペレーションするRally2マシンをドライブすることになっている。
チーム設立から40周年を迎え、自動車産業の研究開発分野におけるビジネスを構築中である。政府や自治体からの資金を得て、チームの拠点「ドベンバイホール」に隣接する敷地に、全長2.5 kmのテストトラックやハイテク設備を備える評価センターを建設している。
2018年からEVワンメイクレースのジャガー・Iペース・eトロフィーでは技術パートナーに就任している。またイギリスツーリングカー選手権（BTCC）では2022年からデリバリーされる共通エンジンの開発・供給を担当する。
市販車の分野では「商用車の再定義」を謳い、フォードのユーティリティ・ビークル（ミニバン、ピックアップトラックなど）の公式チューンドカーブランドである『MS-RT』を展開している。